# Comunero

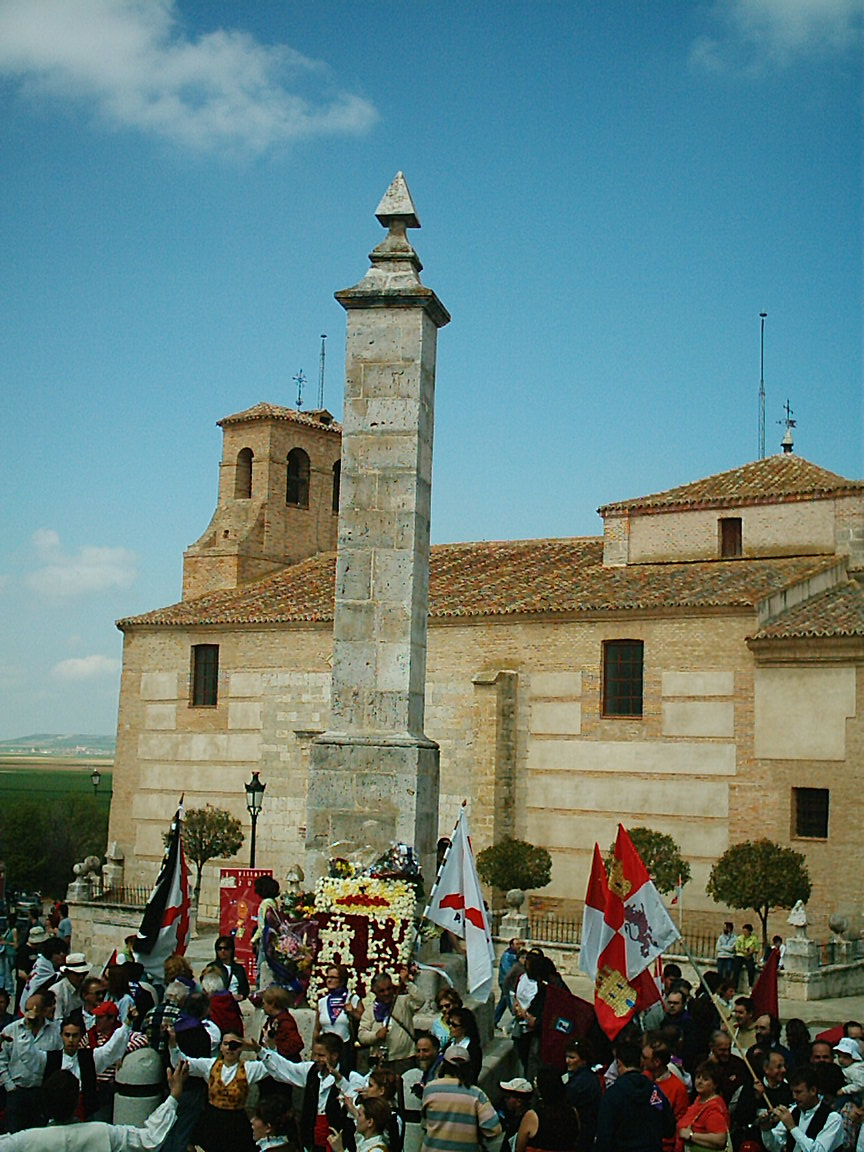
Monument als comuneros a la Plaça Major de Villalar.

Comunero era qui, durant els anys 1520 i 1521, va participar en la Revolta de les Comunitats de Castella. El nom deriva del terme "Comunitats", que apareix per primera vegada en un escrit de protesta al rei Carles I amb motiu del desviament d'impostos:
| «                            | ...pedir al rey nuestro señor tenga por bien se hagan arcas de tesoro en las Comunidades en que se guarden las rentas destos reynos para defendellos e acrecentarlos e desempeñarlos, que no es razón Su Cesárea Majestad gaste las rentas destos reynos en las de otros señoríos que tiene... | » |
| — Arxiu General de Simancas. | |   |

## Origen social
La major part dels comuneros procedien dels sectors socials heterogenis de les ciutats castellanes, encara que els seus caps pertanyien fonamentalment a les capes mitjanes de la població. També cal destacar figures rellevants de l'església, com el Bisbe Acuña, i fins i tot de la noblesa, com Pedro Girón y Velasco, que es va unir a la causa comunera per interès i despit.
L'antagonisme entre els dos sectors econòmics de l'alta burgesia, els comerciants i exportadors de llana, i els manufactureros, que desitjaven incrementar la quota de llana, al que es negaven els comerciants, ja que això abaratiria els preus i ells perdrien el seu poder econòmic. A això se sumava el descontentament dels conversos davant el temor de la Inquisició, les tensions polítiques i econòmiques existents entre els grups o clans urbans a les diferents ciutats castellanes, que no volien perdre el seu domini polític en perjudici dels altres.
Després de la derrota del moviment comunero, el rei desitja castigar amb la màxima duresa als seus més destacats representants, encara que estava disposat a ser clement. En el Perdón de 1522 es realitza una relació en la qual queden exclosos 293 comuneros en un llistat encapçalat per l'esmentat Pedro Girón. L'estudi d'aquesta relació proporciona una idea bastant clara de qui eren els comuneros. En ella apareixien els caps militars, els procuradors i funcionaris de la Junta o juntes locals, els eclesiàstics i altres personalitats rellevants per la seva participació. En conjunt, encara que en el llistat apareixen totes les categories socials, la majoria pertanyen a les capes socials mitjanes.
Arran de la revolta es va començar a dir que els conversos havien estat els culpables. No obstant això, encara que és cert que entre els principals comuneros hi havia conversos, aquesta idea no és unànime. Conversos de gran influència econòmica, com Francisco López de Villalobos o Alonso Gutiérrez de Madrid, es van oposar de forma activa als comuneros. Cal no oblidar que entre els teòrics del moviment es trobaven membres del clergat.

### Figures rellevants
Les figures més conegudes del moviment comunero són sens dubte les dels tres primers ajusticiados després de la seva derrota en la batalla de Villalar: Juan de Padilla, Juan Bravo i Francisco Maldonado. Els tres caps militars van ser decapitats en Villalar, actualment denominat Villalar dels Comuneros en el seu honor.
A continuació s'indiquen alguns dels comuneros més destacats.

### Nobles i cavallers

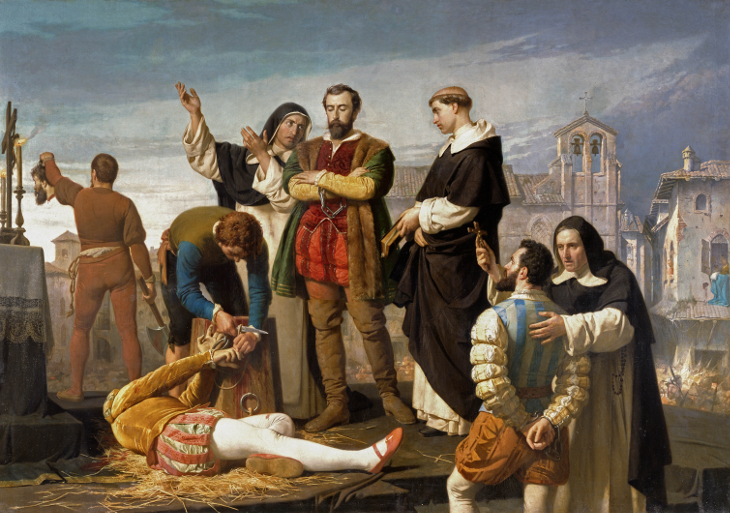
Els comuneros Padilla, Bravo i Maldonado en el patíbul, d'Antonio Gisbert Pérez. 1860. (Congrés dels Diputats d'Espanya, Madrid).

- Pedro Girón i Velasco, noble castellà, capità general de la junta.
- Pedro López d'Ayala, Conde de Salvatierra, capità general de la junta.
- Ramiro Núñez de Guzmán, regidor, senyor del Porma i de la vila de Toral.
- Pedro Maldonado, hereu de la Casa de les Conches i capità comunero.
- María Pacheco, noble castellana, dirigent de la rebel·lió i esposa de Juan de Padilla.
- Luis de Quintanilla, capità.
- Juan de Mendoza, senyor de Cubes i Griñón.
- Juan de Padilla, noble castellà, capità general de les tropes comuneras.
- Juan Bravo, noble castellà, cap comunero.
- Pedro Laso de la Vega, procurador en la Junta.

### Tercer estament
Representants de les ciutats i Viles.
- Luis de Cuéllar, comerciant exportador.
- Antonio Suárez, comprador de llana.
- Antonio d'Aguilar, boticario.
- Gonzalo d'Aiora, cronista oficial.
- Bernaldino dels Rius, jurista.
- Alonso de Zúñiga, catedràtic
- Alonso de Arreo, alcalde de Navalcarnero.

### Eclesiàstics
- Antonio d'Encunya, bisbe de Zamora, capità general de la junta.
- Juan de Bilbao, franciscà, un dels teòrics i iniciadores del moviment.
- Alonso de Medina, dominico.
- Alonso de Bustillo, dominico, catedràtic de teologia a Valladolid.

## Els altres comuneros
Des del segle xvi fins als nostres dies han sorgit diferents moviments populars que han pres el terme comunero. Anys més tard del moviment a Castella, es reproduiria a certes zones colonials americanes, considerant-se en alguns casos com els primers moviments independentistes de les colònies.

### Seglexviii
Entre 1717 i 1735 va tenir lloc la Revolució Comunera del Paraguai. En els anys 1780 es produiria l'aixecament denominat Insurrecció dels comuneros en Nova Granada. En aquest aixecament, el terme comunero es va derivar del nom de la junta d'insurrecció, "El Común".

### Seglexix
Durant el Trienni liberal s'organitza una societat secreta el nom de la qual, Comuneros, ho prenen de la revolta del segle xvi. La societat tractava de ser una alternativa radical als maçons, i entre els seus ideals estaven els de tractar de rescatar les lluites per les llibertats. El seu pensament pot catalogar-se de democràtic radical i republicà. Van comptar amb un periòdic amb el significatiu nom d'El Eco de Padilla. En les seves files van destacar noms com el de Juan Romero Alpuente o Moreno Guerra. Quan a partir de 1836 els partits polítics comencen a institucionalitzar-se a Espanya, la societat va deixar de tenir pes en la societat.

## Ideologia
El liberalisme del segle xix converteix en màrtirs als caps comuneros. La seva derrota és considerada com el començament de la decadència i la fi de les llibertats i de la independència. Aquesta imatge progressista donada pels liberals es va imposar durant més d'un segle, fins que en 1898 Ganivet suggereix la tesi que seria desenvolupada més tard per Gregorio Marañón. Segons ella, les idees progressistes van ser les de Carles V, preocupat per l'obertura d'Espanya a les modernes idees europees. Els comuneros representarien la resistència al canvi, aferrats als vells costums. Manuel Azaña i Noël Salomon van criticar les idees de Ganivet i van tornar a acceptar la interpretació liberal. No obstant això, més tard, l'autoritat del doctor Marañón va resoldre la discussió donant la raó a Ganivet.
Aquestes dues imatges contraposades segueixen tenint actualment els seus defensors i detractors. Per a Joseph Pérez darrere de la ideologia comunera hi havia interessos econòmics oposats i considera que els comuneros pertanyien majoritàriament a les capes mitjanes que es van aixecar contra la noblesa i el poder real.